# Ramaz Shengelia
Ramaz Aleksandrovich Shengelia (georgià რამაზ შენგელია) (Kutaisi, 1 de gener de 1957 - Tbilisi, 21 de juny de 2012) fou un futbolista georgià.

## Trajectòria esportiva
Fou 26 cops internacional amb l'URSS, selecció amb la qual marcà 10 gols, i jugà la Copa del Món de 1982, competició on va tenir una brillant actuació. Format al Torpedo Kutaisi, on debutà al primer equip amb 16 anys, el seu principal club fou l'FC Dinamo Tbilisi, on arribà amb 20 anys, club amb què fou campió soviètic i campió de la Recopa d'Europa.

## Palmarès
- Lliga soviètica de futbol: 1978
- Copa soviètica de futbol: 1979
- Recopa d'Europa de futbol: 1980-81
- Futbolista soviètic de l'any: 1978, 1981
- Màxim golejador de la lliga soviètica de futbol: 1981
- Campionat d'Europa sots 21: 1980